# Елла Пернелл
Елла Пернелл (англ. Ella Purnell, нар. 17 вересня 1996) — британська акторка, яка здобула популярність завдяки фільмам Ніколи не відпускай мене (2010), Чаклунка (2014) та Дім дивних дітей міс Сапсан (2016).

## Життя та кар'єра
Народилася у Лондоні (Велика Британія) 17 вересня 1996, де і сьогодні проживає зі своєю матір'ю.
Окрім батьків, у неї є ще троє молодших братів. Вона закінчила приватну школу Форест у Лондоні, до цього відвідувала Лондонську приватну школу для дівчаток та у вересні 2011 вступила на десятий обов'язковий рік навчання. Елла відвідувала щотижневі заняття у театральній школі Сильвії Янг, де вивчала акторську майстерність, вокал та хореографію, а також була членом агентства талантів Young 'Uns (тепер відоме як агентство Сильвії Янг). На сьогодні вона належить до агенції The Rights House. Пернелл також навчалась у Театрі молодих акторів Ізлінгтона.
У 2008 серед сотень дівчаток вона здобула роль у мюзиклі Олівер! у Королівському театрі на Друрі-Лейн у Лондоні. Елла і ще декілька дівчаток були закріплені до шоу в дитячий ансамбль протягом цілого року.

### Кіно
Ближче до завершення роботи в мюзиклі Олівер!, її призначають на роль молодої Рут у Ніколи не відпускай мене режисера Марка Романека — фільмі-антиутопії, створеному за мотивами однойменної книги Кадзуо Ісіґуро. Це була головна роль, у якій Елла грала юного персонажа Кіри Найтлі; перша половина сюжету розповідає про школу-інтернат Гейлшем, де головні персонажі є дітьми, а у другій половині описується їхнє життя після випуску зі школи.
Після виходу в прокат фільму Марка Романека Елла проходила проби на роль Кейлі у фільмі Густаво Рона Шляхи до вічного життя, за мотивами книги Саллі Ніколс, роль Мії у фільмі Хуана Карлоса Фреснаділлоса Вторжники (Пожирачі), що вийшов у прокат 2010 року у Лондоні та Мадриді. Вона грає доньку Клайва Оуена і є головним персонажем. Нещодавно кіножурнал Screen International назвав її однією з 10 зірок завтрашнього дня Великої Британії. Також Пернел з'явилася у короткометражному фільмі Цукерка каналу BBC HD.
У 2013 вона зіграла у фільмі Пипець 2 разом з акторкою Хлоєю Морец. Тоді ж вона зіграла головну роль у фільмі Дикість (англ. WildLike) а також юну Малефісенту у Діснеївському фільмі 2014 року Чаклунка.
Пернелл знялась разом з Ейсою Баттерфілд і Евою Грін в екранізації режисером Тімом Бертоном однойменної книги Р́енсома Ріґґза Дім дивних дітей міс Сапсан.  Фільм був знятий у 2015 і вийшов у світ 2016 року.
Також у 2015 році акторка брала участь у зйомках фільму Доступ до всіх областей (фільм, 2016), де грала роль Мії, працюючи на одному майданчику з Джорджі Хенлі. Він був знятий на музичному фестивалі Bestival 2015 до переїзду в Бристоль для додаткових зйомок. Вихід у прокат планується у 2016 році.

## Фільмографія

### Фільми
| Рік  | Назва                       | Роль             | Примітки               |
| ---- | --------------------------- | ---------------- | ---------------------- |
| 2010 | Ніколи не відпускай мене    | юна Рут          |                        |
| 2010 | Шляхи до вічного життя      | Кейлі            |                        |
| 2011 | Цукерка                     | Кенді (цукерка)  | BBC HD короткометражка |
| 2011 | Вторжники (Пожирачі)        | Мія              |                        |
| 2013 | Пипець 2                    | Дольче           |                        |
| 2014 | Чаклунка                    | юна Малефісента  |                        |
| 2014 | Дикість                     | МакКензі         |                        |
| 2016 | Легенда про Тарзана         | юна Джейн Портер | в титрах не зазначена  |
| 2016 | Дім дивних дітей міс Сапсан | Емма Блум        |                        |
| 2017 | Черчилль                    | Хелен Гарретт    |                        |
| 2017 | Доступ до всіх областей     | Мія              |                        |
| 2018 | НЛО                         | Наталі           |                        |
| 2021 | Армія мерців                | Кейт Ворд        |                        |

### Телебачення
| Рік         | Назва                        | Роль                  | Примітки    |
| ----------- | ---------------------------- | --------------------- | ----------- |
| 2015        | Кібер-терор                  | Меган                 | телефільм   |
| 2018        | Ordeal by Innocence          | Гестер Аргайл         | мінісеріал  |
| 2018 - 2019 | Sweetbitter                  | Тесс                  | телесеріал  |
| 2020        | Belgravia                    | Леді Марія Грей       | телесеріал  |
| 2021-2023   | Шершні                       | Джекі Тейлор          | телесеріал  |
| 2021 -      | Зоряний шлях: Вундеркінди    | Гвін (голос)          | мультсеріал |
| 2021 -      | Аркейн                       | Павдер/Джинкс (голос) | мультсеріал |
| 2023        | Army of the Dead: Lost Vegas | Кейт Ворд             | телесеріал  |
| 2024        | Фолаут                       | Люсі Маклін           | телесеріал  |